# Diplazium petelotii
Diplazium petelotii är en majbräkenväxtart som beskrevs av Marie Laure Tardieu.
Diplazium petelotii ingår i släktet Diplazium och familjen Athyriaceae. Inga underarter finns listade i Catalogue of Life.